# Takeshi Senoo
Takeshi Senoo (妹尾 武 Senno Takeshi?,  Ashiya, Prefectura de Hyōgo, 26 de diciembre de 1969) es un compositor y pianista japonés. Senoo ha compuesto la música para varias series de anime, incluyendo la franquicia de Aria, Inari, Konkon, Koi Iroha y Himawari!. Fue el director musical de la banda sonora de Aria junto a Shigeharu Sasago y Choro Club. También compuso la música para la serie de acción real de Ariadne no Dangan y produjo la banda sonora para la película Sweet Little Lies.

## Obras
- Aria[1]
- Ariadne no Dangan
- Inari, Konkon, Koi Iroha[1]
- Himawari![1]
- Sweet Little Lies
- Hitorijime My Hero